# Torneo Apertura 2017 Liga de Ascenso
El Torneo Apertura 2017 fue el 45.º torneo de la Liga de Ascenso de México, luego del cambio en el formato de competencia, con el que se inició la temporada 2017-2018. Contó con la participación de 16 equipos, y al término del Clausura 2018 sí hubo descenso a la Segunda División. El campeón de este torneo Oaxaca se enfrentó al campeón del Torneo Clausura 2018 en la final por el ascenso, para definir quien de los dos se haría acreedor al premio económico del campeón de la temporada, puesto que ninguno de los dos clubes contaba con la certificación que le permitía el ascenso a la Liga Bancomer MX.
A partir de este torneo se restableció la certificación para ascenso, por la cual únicamente los equipos que contaran con un estadio con capacidad mayor a 20 mil espectadores, instalaciones de entrenamiento propias, desarrollo de fuerzas básicas y que no compartieran propietario con un club de Primera División podrían ascender de manera directa, el resto de clubes tendrían 45 días para corregir su situación, en caso contrario permanecerían en el Ascenso MX, recibirían un premio económico de 120 millones de pesos, otorgados parcialmente por la liga y mediante una compensación monetaria por parte del equipo descendido de la Liga MX.
Para este torneo originalmente se tenía contemplado jugar con 18 equipos, pero se redujo a 16 equipos participantes debido a dos situaciones: Por un lado, el equipo de Coyotes de Tlaxcala (campeón de la Segunda División) no cumplió con los requerimientos necesarios para jugar en este torneo, sobre todo el más importante su estadio no cumplía con la capacidad mínima establecida que exigen para cada estadio de la división, por lo que se mantuvo trabajando en ello para poder así disputar el Torneo Apertura 2018 y el Torneo Clausura 2019; Por otro lado, el equipo de Jaguares de Chiapas, quien jugaría a partir de esta temporada en la división después de consumar su descenso en el Clausura 2017 de la Liga MX, no pudo hacerlo, ya que el 8 de junio de 2017 se hizo oficial la desaparición del club, debido a los adeudos de su propietario Carlos López Chargoy con jugadores y cuerpo técnico. La Liga MX tomó la decisión de desafiliar a Chiapas e hicieron efectiva la fianza para poder pagar lo que se debe.

## Cambios
- Loros de Colima descendió a la Segunda División.

- Lobos BUAP ascendió a la  Liga MX.

- Coyotes de Tlaxcala ascendió deportivamente al Ascenso MX pero su estadio no cumplía con los requisitos otorgados por la  FMF por lo que quedó un año en Segunda para remodelarlo y así jugar la temporada 2018-19.

- Chiapas Fútbol Club descendió en la temporada 2016-17. No obstante, no pudo jugar el  Ascenso MX ya que desapareció al no liquidar sus adeudos con jugadores y cuerpo técnico.

- Atlético de San Luis jugará la temporada 2017-18 bajo la jurisdicción y apoyo del Atlético de Madrid.

- Coras de Tepic trasladó su franquicia a Morelos para jugar bajo el nombre de Club Atlético Zacatepec.

 En negritas se encuentran resaltados los clubes recién llegados a la Liga de Ascenso Torneo Apertura 2017.

## Sistema de competición
El torneo de la Ascenso Bancomer MX, está conformado en dos partes:
- Fase de calificación: Se integra por las 15 jornadas del torneo.
- Fase final: Se integra por los partidos de cuartos de final, semifinal y final.

### Fase de clasificación
En la fase de clasificación se observará el sistema de puntos. La ubicación en la tabla general está sujeta a lo siguiente:
- Por juego ganado se obtendrán tres puntos.
- Por juego empatado se obtendrá un punto.
- Por juego perdido no se otorgan puntos.

En esta fase participan los 16 clubes de la Ascenso Bancomer MX jugando en cada torneo todos contra todos durante las 15 jornadas respectivas, a un solo partido.
El orden de los clubes al final de la fase de calificación del torneo corresponderá a la suma de los puntos obtenidos por cada uno de ellos y se presentará en forma descendente. Si al finalizar las 15 jornadas del torneo, dos o más clubes estuviesen empatados en puntos, su posición en la tabla general será determinada atendiendo a los siguientes criterios de desempate:
1. Mejor diferencia entre los goles anotados y recibidos y goles.
2. Mayor número de goles anotados.
3. Marcadores particulares entre los clubes empatados.
4. Mayor número de goles anotados como visitante.
5. Mejor ubicado en la tabla general de cociente
6. Tabla Fair Play
7. Sorteo.

Para determinar los lugares que ocuparán los clubes que participen en la fase final del torneo se tomará como base la tabla general de clasificación.
Participan automáticamente por el título de Campeón de la Ascenso Bancomer MX, los 7 primeros clubes de la tabla general de clasificación al término de las 15 jornadas.

### Fase final
Los siete clubes calificados para esta fase del torneo serán reubicados de acuerdo con el lugar que ocupen en la tabla General al término de la Jornada 15, con el puesto del número uno al club mejor clasificado, y así hasta el número 7. Los partidos a esta fase se desarrollarán a visita, en las siguientes etapas:
- Cuartos de final
- Semifinales
- Final

Los clubes vencedores en los partidos de cuartos de final y semifinal serán aquellos que en los dos juegos anoten el mayor número de goles. De existir empate en el número de goles anotados, la posición se definirá a favor del club con mayor cantidad de goles a favor cuando actúe como visitante.
Si una vez aplicado el criterio anterior los clubes siguieran empatados, se observará la posición de los clubes en la tabla general de clasificación.
Los partidos correspondientes a la fase final se jugarán obligatoriamente los días miércoles y sábado, y jueves y domingo eligiendo, en su caso, exclusivamente en forma descendente, los cuatro clubes mejor clasificados en la tabla general al término de la Jornada 15, el día y horario de su partido como local. Los siguientes cuatro clubes podrán elegir únicamente el horario.
El club vencedor de la final y por lo tanto Campeón, será aquel que en los dos partidos anote el mayor número de goles. Si al término del tiempo reglamentario el partido está empatado, se agregarán dos tiempos extras de 15 minutos cada uno. De persistir el empate en estos periodos, se procederá a lanzar tiros penales hasta que resulte un vencedor.
El líder del torneo clasificará directamente a las semifinales. Los partidos de cuartos de final se jugarán de la siguiente manera:
En las semifinales participarán el líder del torneo y los tres clubes vencedores de cuartos de final, reubicándolos del uno al cuatro, de acuerdo a su mejor posición en la tabla General de clasificación al término de la Jornada 15 del torneo correspondiente, enfrentándose:
Disputarán el título de Campeón del Torneo de Apertura 2017, los dos clubes vencedores de la fase semifinal correspondiente, reubicándolos del uno al dos, de acuerdo a su mejor posición en la tabla general de clasificación al término de la Jornada 15 de cada Torneo.

## Ascenso y descenso
| Pos | al Ascenso Bancomer MX |
| --- | ---------------------- |
| 16º | Jaguares de Chiapas    |

| Pos | a la Liga Bancomer MX |
| --- | --------------------- |
| 4º  | Lobos BUAP            |

| Pos | al Ascenso Bancomer MX |
| --- | ---------------------- |
| 1º  | Tlaxcala               |

| Pos | a la Serie A    |
| --- | --------------- |
| 18º | Loros de Colima |

## Información de los equipos
| Equipo           | Entrenador                | Ciudad                           | Estadio                      | Capacidad | Fundación       | Patrocinador                  | Kit          | Televisora                                                    | Horario          |
| ---------------- | ------------------------- | -------------------------------- | ---------------------------- | --------- | --------------- | ----------------------------- | ------------ | ------------------------------------------------------------- | ---------------- |
| Atlante          | Eduardo Rergis            | Cancún, Quintana Roo             | Olímpico Andrés Quintana Roo | 17 289    | 1918 (106 años) | Riviera Maya                  | Kappa        | Archivo:Univision - Televisa Deportes Network logo - 2012.png | Viernes 20:00 HC |
| Celaya           | Ricardo Valiño            | Celaya, Guanajuato               | Emilio Butragueño            | 23 369    | 1954 (71 años)  | Bachoco                       | Keuka        |                                                               | Sábados 20:15    |
| Cimarrones       | Mario García Covalles     | Hermosillo, Sonora               | Héroe de Nacozari            | 18 747    | 2013 (12 años)  | Súper Del Norte y Acer        | Romed        |                                                               | Viernes 22:00 HC |
| Correcaminos UAT | Ricardo Rayas             | Ciudad Victoria, Tamaulipas      | Marte R. Gómez               | 11 087    | 1980 (45 años)  | Aeromar                       | Pirma        |                                                               | Viernes 20:00    |
| Dorados          | Diego Ramírez             | Culiacán, Sinaloa                | Banorte                      | 23 000    | 2003 (22 años)  | Coppel y SuKarne              | Charly       |                                                               | Sábados 21:00 HC |
| Juárez           | Miguel de Jesús Fuentes   | Juárez, Chihuahua                | Olímpico Benito Juárez       | 23 500    | 2015 (10 años)  | S-Mart                        | Carrara      |                                                               | Sábados 20:00 HC |
| Leones Negros    | Jorge Dávalos             | Guadalajara, Jalisco             | Jalisco                      | 53 985    | 1970 (55 años)  | Electrolit                    | Charly       | Canal 44                                                      | Viernes 20:30    |
| Murciélagos      | Oscar Gil                 | Los Mochis, Sinaloa              | Centenario                   | 15 000    | 2008 (17 años)  | Meprosa                       | Keuka        | Archivo:Univision - Televisa Deportes Network logo - 2012.png | Viernes 22:00 HC |
| Oaxaca           | Irving Rubirosa           | Oaxaca, Oaxaca                   | Tecnológico de Oaxaca        | 17 200    | 2012 (12 años)  | Ópticas América               | Keuka        | Archivo:Univision - Televisa Deportes Network logo - 2012.png | Sábado 19:00     |
| Potros UAEM      | Omar Ramírez              | Toluca, Estado de México         | Alberto "Chivo" Córdoba      | 32 800    | 1970 (55 años)  | Holiday Inn Express           | CARP         |                                                               | Sábados 19:00    |
| San Luis         | Salvador Reyes de la Peña | San Luis Potosí, San Luis Potosí | Alfonso Lastras              | 30 000    | 2013 (12 años)  | Canel's                       | Nike         |                                                               | Viernes 20:00    |
| Tampico Madero   | Eduardo Fentanes          | Tampico Madero, Tamaulipas       | Tamaulipas                   | 19 000    | 1982 (42 años)  | B Hermanos                    | Charly       |                                                               | Sábados 20:00    |
| Tapachula        | Gabriel Caballero         | Tapachula, Chiapas               | Olímpico de Tapachula        | 21 018    | 2015 (10 años)  | Chiapas                       | Silver Sport |                                                               | Viernes 21:00    |
| Venados          | Bruno Marioni             | Mérida, Yucatán                  | Carlos Iturralde             | 15 000    | 1988 (37 años)  | ADO y Yucatán                 | U-Sports     |                                                               | Viernes 20:30    |
| Zacatecas        | Efraín Flores             | Zacatecas, Zacatecas             | Francisco Villa              | 14 000    | 2014 (11 años)  | Telcel, Samsung y Red Gasislo | Pirma        |                                                               | Viernes 19:00    |
| Zacatepec        | Marcelo Michel Leaño      | Zacatepec, Morelos               | Agustín "Coruco" Díaz        | 24 443    | 1948 (77 años)  | Ultromep                      | YIRE         |                                                               | Sábados 17:00    |

Datos actualizados al 21 de julio de 2017.

### Equipos por Entidad Federativa
Para la temporada 2017-18 se contará con 16 equipos. 
| Atlante San Luis Murciélagos Correcaminos Juárez Celaya Venados Tapachula Oaxaca Zacatepec Zacatecas Leones Potros UAEM Tampico Madero Dorados Cimarrones |

| Estado           | N.º | Equipos                           |
| ---------------- | --- | --------------------------------- |
| Sinaloa          | 2   | Dorados y Murciélagos             |
| Tamaulipas       | 2   | Correcaminos UAT y Tampico Madero |
| Chiapas          | 1   | Tapachula                         |
| Jalisco          | 1   | Leones Negros U de G              |
| Estado de México | 1   | Potros UAEM                       |
| San Luis Potosí  | 1   | San Luis                          |
| Sonora           | 1   | Cimarrones                        |
| Chihuahua        | 1   | FC Juárez                         |
| Oaxaca           | 1   | Oaxaca                            |
| Guanajuato       | 1   | Celaya                            |
| Morelos          | 1   | Zacatepec                         |
| Yucatán          | 1   | Venados                           |
| Quintana Roo     | 1   | Atlante                           |
| Zacatecas        | 1   | Mineros                           |

### Estadios
|                                                                                        |                                                                                                  | |
|                                                                                        |                                                                                                  | |
| Estadio Jalisco Ciudad: Guadalajara Capacidad: 54.500 Club: Universidad de Guadalajara | Estadio Universitario Alberto "Chivo" Córdova Ciudad: Toluca Capacidad: 35.000 Club: Potros UAEM | Estadio Alfonso Lastras Ramírez Ciudad: San Luis Potosí Capacidad: 30.000 Club: Atlético de San Luis |
|                                                                                        |                                                                                                  | |
| Estadio Emilio Butragueño Ciudad: Celaya Capacidad: 23.369 Club: Celaya                | Estadio Agustín Coruco Díaz Ciudad: Zacatepec Capacidad: 22.996 Club: Zacatepec                  | Estadio Tamaulipas Ciudad: Tampico, Ciudad Madero Capacidad: 22.500 Club: Tampico Madero             |
|                                                                                        |                                                                                                  | |
| Estadio Olímpico Benito Juárez Ciudad: Ciudad Juárez Capacidad: 19.765 Club: FC Juárez | Estadio Héroe de Nacozari Ciudad: Hermosillo Capacidad: 18.747 Club: Cimarrones de Sonora        | Estadio Banorte Ciudad: Culiacán Capacidad: 21.000 Club: Dorados de Sinaloa                          |
|                                                                                        |                                                                                                  | |
| Estadio Olímpico Andrés Quintana Roo Ciudad: Cancún Capacidad: 17.289 Club: Atlante    | Estadio Carlos Iturralde Rivero Ciudad: Mérida Capacidad: 15.087 Club: Venados                   | Estadio Tecnológico de Oaxaca Ciudad: Oaxaca Capacidad:15.000 Club: Alebrijes de Oaxaca              |
|                                                                                        |                                                                                                  | |
| Estadio Francisco Villa Ciudad: Zacatecas Capacidad: 13.820 Club: Mineros de Zacatecas | Estadio Olímpico de Tapachula Ciudad: Tapachula Capacidad: 13.500 Club: Cafetaleros de Tapachula | Estadio Marte R. Gómez Ciudad: Ciudad Victoria Capacidad: 10.476 Club: Correcaminos UAT              |
|                                                                                        |                                                                                                  | |
| Estadio Centenario Ciudad: Los Mochis Capacidad: 10.000 Club: Murciélagos FC           |                                                                                                  | |

## Torneo Regular
- El Calendario completo según la página oficial Archivado el 6 de diciembre de 2015 en Wayback Machine..
- Los horarios son correspondientes al Tiempo del Centro de México (UTC-6 y UTC-5 en horario de verano).[7]

| Atlante        | 4 - 1 | Tapachula        | O. Andrés Quintana Roo  | 21 de julio | 20:00 | 3 250 | Univisión TDN | 4 | 1 |
| Leones Negros  | 0 - 1 | Correcaminos UAT | Jalisco                 | 21 de julio | 20:30 | 4 965 | Canal 44      | 0 | 0 |
| Venados        | 1 - 2 | Zacatecas        | Carlos Iturralde Rivero | 21 de julio | 20:30 | 4 152 |               | 6 | 0 |
| Cimarrones     | 0 - 1 | Murciélagos      | Héroe de Nacozari       | 21 de julio | 22:00 | 5 218 |               | 2 | 0 |
| Oaxaca         | 2 - 1 | San Luis         | Tecnológico de Oaxaca   | 22 de julio | 19:00 | 4 785 | Univisión TDN | 3 | 0 |
| Tampico Madero | 0 - 0 | Zacatepec        | Tamaulipas              | 22 de julio | 20:00 | 9 125 |               | 6 | 0 |
| FC Juárez      | 1 - 1 | Celaya           | Olímpico Benito Juárez  | 22 de julio | 20:00 | 4 932 |               | 2 | 0 |
| Dorados        | 3 - 2 | Potros UAEM      | Banorte                 | 22 de julio | 21:00 | 5 333 |               | 7 | 0 |

| Zacatecas        | 1 - 3 | Dorados        | Francisco Villa         | 28 de julio | 19:00 | 4 378  |               | 1 | 0 |
| San Luis         | 2 - 0 | Juárez         | Alfonso Lastras         | 28 de julio | 20:00 | 14 514 |               | 3 | 0 |
| Correcaminos UAT | 1 - 2 | Oaxaca         | Marte R. Gómez          | 28 de julio | 20:00 | 5 110  | 8             | 0 |   |
| Tapachula        | 1 - 2 | Cimarrones     | Olímpico de Tapachula   | 28 de julio | 21:00 | 6 723  |               | 3 | 2 |
| Murciélagos      | 0 - 1 | Venados        | Centenario LM           | 28 de julio | 22:00 | 0      | Univisión TDN | 7 | 2 |
| UAEM             | 2 - 1 | Leones Negros  | Alberto "Chivo" Córdoba | 29 de julio | 16:00 | 3 086  |               | 1 | 0 |
| Zacatepec        | 3 - 0 | Atlante        | Agustín Coruco Díaz     | 29 de julio | 17:00 | 5 782  |               | 3 | 1 |
| Celaya           | 1 - 1 | Tampico Madero | Emilio Butragueño       | 29 de julio | 20:15 | 4 700  |               | 6 | 0 |

| Atlante        | 1 - 0 | Celaya           | O. Andrés Quintana Roo  | 4 de agosto | 20:00 | 3 396  | Univisión TDN | 6 | 0 |
| Leones Negros  | 0 - 4 | Zacatecas        | Jalisco                 | 4 de agosto | 20:30 | 5 179  | Canal 44      | 3 | 0 |
| Venados        | 0 - 2 | Dorados          | Carlos Iturralde Rivero | 4 de agosto | 20:30 | 5 378  |               | 3 | 0 |
| Cimarrones     | 0 - 0 | Zacatepec        | Héroe de Nacozari       | 4 de agosto | 22:00 | 4 779  |               | 1 | 0 |
| Murciélagos    | 3 - 0 | Tapachula        | Centenario              | 4 de agosto | 22:00 | 2 276  | Univisión TDN | 5 | 0 |
| Oaxaca         | 1 - 0 | UAEM             | Tecnológico de Oaxaca   | 5 de agosto | 19:00 | 5 637  |               | 5 | 0 |
| Tampico Madero | 1 - 1 | San Luis         | Tamaulipas              | 5 de agosto | 20:00 | 10 583 |               | 4 | 0 |
| Juárez         | 1 - 0 | Correcaminos UAT | Olímpico Benito Juárez  | 5 de agosto | 20:00 | 4 578  |               | 3 | 0 |

| Zacatecas        | 0 - 0 | Oaxaca         | Francisco Villa         | 11 de agosto | 19:00 | 4 693  |   | 6 | 1 |
| San Luis         | 2 - 0 | Atlante        | Alfonso Lastras         | 11 de agosto | 20:00 | 16 595 |   | 5 | 0 |
| Correcaminos UAT | 2 - 0 | Tampico Madero | Marte R. Gómez          | 11 de agosto | 20:00 | 9 511  | 0 | 0 |   |
| Tapachula        | 1 - 1 | Venados        | Olímpico de Tapachula   | 11 de agosto | 21:00 | 4 125  |   | 4 | 0 |
| Zacatepec        | 1 - 0 | Murciélagos    | Agustín Coruco Díaz     | 12 de agosto | 17:00 | 5 472  |   | 6 | 0 |
| UAEM             | 1 - 2 | Juárez         | Alberto "Chivo" Córdoba | 12 de agosto | 19:00 | 3 324  |   | 2 | 0 |
| Celaya           | 3 - 1 | Cimarrones     | Emilio Butragueño       | 12 de agosto | 20:15 | 3 695  |   | 6 | 0 |
| Dorados          | 2 - 1 | Leones Negros  | Banorte                 | 12 de agosto | 21:00 | 7 103  |   | 4 | 1 |

| Atlante        | 0 - 1 | Correcaminos UAT | O. Andrés Quintana Roo  | 18 de agosto | 20:00 | 2 561  | Univisión TDN | 1 | 0 |
| Venados        | 0 - 0 | Leones Negros    | Carlos Iturralde Rivero | 18 de agosto | 20:30 | 4 884  | N.D.          | 4 | 0 |
| Tapachula      | 2 - 1 | Zacatepec        | Olímpico de Tapachula   | 18 de agosto | 21:00 | 10 453 |               | 5 | 1 |
| Cimarrones     | 3 - 1 | San Luis         | Héroe de Nacozari       | 18 de agosto | 22:00 | 3 275  | 2             | 0 |   |
| Murciélagos    | 1 - 0 | Celaya           | Centenario              | 18 de agosto | 22:00 | 3 864  | Univisión TDN | 5 | 2 |
| Oaxaca         | 0 - 0 | Dorados          | Tecnológico de Oaxaca   | 19 de agosto | 19:00 | 6 337  |               | 2 | 0 |
| Tampico Madero | 1 - 0 | UAEM             | Tamaulipas              | 19 de agosto | 20:00 | 7 532  |               | 3 | 0 |
| Juárez         | 2 - 1 | Zacatecas        | Olímpico Benito Juárez  | 19 de agosto | 20:00 | 4 670  |               | 4 | 1 |

| Zacatecas        | 2 - 1 | Tampico Madero | Francisco Villa         | 25 de agosto | 19:00 | 3 008  |          | 2 | 0 |
| San Luis         | 1 - 0 | Murciélagos    | Alfonso Lastras         | 25 de agosto | 20:00 | 14 280 |          | 5 | 1 |
| Correcaminos UAT | 2 - 2 | Cimarrones     | Marte R. Gómez          | 25 de agosto | 20:00 | 6 113  | 9        | 0 |   |
| Leones Negros    | 1 - 1 | Oaxaca         | Jalisco                 | 25 de agosto | 20:30 | 3 903  | Canal 44 | 8 | 0 |
| Zacatepec        | 2 - 2 | Venados        | Agustín Coruco Díaz     | 26 de agosto | 17:00 | 4 138  |          | 4 | 1 |
| UAEM             | 2 - 0 | Atlante        | Alberto "Chivo" Córdoba | 26 de agosto | 19:00 | 4 573  |          | 2 | 0 |
| Celaya           | 2 - 1 | Tapachula      | Emilio Butragueño       | 26 de agosto | 20:15 | 4 541  |          | 8 | 0 |
| Dorados          | 1 - 1 | Juárez         | Banorte                 | 26 de agosto | 21:00 | 6 423  |          | 9 | 0 |

| Atlante        | 0 - 0 | Zacatecas        | O. Andrés Quintana Roo  | 8 de septiembre | 20:00 | 2 260 | Univisión TDN | 5 | 3 |
| Venados        | 1 - 0 | Oaxaca           | Carlos Iturralde Rivero | 8 de septiembre | 20:30 | 4 027 | N.D.          | 7 | 0 |
| Tapachula      | 0 - 0 | San Luis         | Olímpico de Tapachula   | 8 de septiembre | 21:00 | 9 875 |               | 4 | 0 |
| Cimarrones     | 3 - 1 | UAEM             | Héroe de Nacozari       | 8 de septiembre | 22:00 | 4 729 | 4             | 0 |   |
| Murciélagos    | 2 - 3 | Correcaminos UAT | Centenario              | 8 de septiembre | 22:00 | 1 853 | Univisión TDN | 4 | 2 |
| Zacatepec      | 0 - 1 | Celaya           | Agustín Coruco Díaz     | 9 de septiembre | 17:00 | 4 506 |               | 4 | 0 |
| Tampico Madero | 4 - 0 | Dorados          | Tamaulipas              | 9 de septiembre | 20:00 | 5 190 |               | 3 | 2 |
| Juárez         | 1 - 1 | Leones Negros    | Olímpico Benito Juárez  | 9 de septiembre | 20:00 | 5 905 |               | 5 | 2 |

| Zacatecas        | 1 - 2 | Cimarrones     | Francisco Villa         | 15 de septiembre | 19:00 | 2 752  |               | 4 | 1 |
| San Luis         | 1 - 0 | Zacatepec      | Alfonso Lastras         | 15 de septiembre | 20:00 | 15 717 |               | 4 | 0 |
| Correcaminos UAT | 3 - 3 | Tapachula      | Marte R. Gómez          | 15 de septiembre | 20:00 | 5 112  | 3             | 0 |   |
| Leones Negros    | 1 - 0 | Tampico Madero | Jalisco                 | 15 de septiembre | 20:30 | 2 260  | Canal 44      | 6 | 0 |
| Oaxaca           | 1 - 2 | Juárez         | Tecnológico de Oaxaca   | 16 de septiembre | 19:00 | 2 190  | Univisión TDN | 4 | 0 |
| UAEM             | 1 - 1 | Murciélagos    | Alberto "Chivo" Córdoba | 16 de septiembre | 19:00 | 1 600  |               | 5 | 0 |
| Celaya           | 1 - 0 | Venados        | Emilio Butragueño       | 16 de septiembre | 20:15 | 6 375  |               | 7 | 1 |
| Dorados          | 0 - 2 | Atlante        | Banorte                 | 16 de septiembre | 21:00 | 4 223  |               | 3 | 1 |

| Atlante        | 1 - 1 | Leones Negros    | O. Andrés Quintana Roo  | 6 de octubre | 18:00 | 550   | Univisión TDN | 5 | 1 |
| Murciélagos    | 1 - 1 | Zacatecas        | Centenario LM           | 6 de octubre | 22:00 | 1 945 |               | 6 | 0 |
| Zacatepec      | 2 - 1 | Correcaminos UAT | U.D. Centenario         | 7 de octubre | 17:00 | 2 265 |               | 3 | 0 |
| Venados        | 3 - 1 | Juárez           | Carlos Iturralde Rivero | 7 de octubre | 17:30 | 3 467 | N.D.          | 1 | 0 |
| Tapachula      | 5 - 0 | UAEM             | Olímpico de Tapachula   | 7 de octubre | 19:00 | 5 869 |               | 4 | 0 |
| Tampico Madero | 2 - 3 | Oaxaca           | Tamaulipas              | 7 de octubre | 20:00 | 5 200 |               | 8 | 0 |
| Celaya         | 3 - 1 | San Luis         | Emilio Butragueño       | 7 de octubre | 20:15 | 7 253 |               | 7 | 0 |
| Cimarrones     | 1 - 0 | Dorados          | Héroe de Nacozari       | 7 de octubre | 21:00 | 7 419 |               | 6 | 0 |

| Zacatecas        | 2 - 0 | Tapachula      | Francisco Villa         | 29 de septiembre | 19:00 | 2 656  |               | 3 | 1 |
| UAEM             | 2 - 2 | Zacatepec      | Alberto "Chivo" Córdoba | 29 de septiembre | 19:00 | 1 837  |               | 5 | 1 |
| San Luis         | 1 - 1 | Venados        | Alfonso Lastras         | 29 de septiembre | 20:00 | 11 634 |               | 7 | 0 |
| Correcaminos UAT | 1 - 1 | Celaya         | Marte R. Gómez          | 29 de septiembre | 20:00 | 4 091  | 6             | 1 |   |
| Oaxaca           | 2 - 1 | Atlante        | Tecnológico de Oaxaca   | 30 de septiembre | 19:00 | 13 337 | Univisión TDN | 6 | 3 |
| Juárez           | 1 - 0 | Tampico Madero | Olímpico Benito Juárez  | 30 de septiembre | 20:00 | 7 151  |               | 4 | 0 |
| Dorados          | 1 - 0 | Murciélagos    | Banorte                 | 30 de septiembre | 21:00 | 5 923  |               | 5 | 1 |
| Leones Negros    | 2 - 0 | Cimarrones     | Jalisco                 | 1 de octubre     | 12:00 | 3 855  | Canal 44      | 5 | 0 |

| San Luis    | 1 - 1 | Correcaminos UAT | Alfonso Lastras         | 13 de octubre | 20:00 | 22 230 |               | 5 | 1 |
| Atlante     | 0 - 1 | Juárez           | O. Andrés Quintana Roo  | 13 de octubre | 20:00 | 2 911  | Univisión TDN | 6 | 1 |
| Venados     | 0 - 2 | Tampico Madero   | Carlos Iturralde Rivero | 13 de octubre | 20:30 | 4 007  | N.D.          | 3 | 1 |
| Tapachula   | 2 - 1 | Dorados          | Olímpico de Tapachula   | 13 de octubre | 21:00 | 7 281  |               | 5 | 2 |
| Murciélagos | 0 - 1 | Leones Negros    | Centenario              | 13 de octubre | 22:00 | 2 025  | Univisión TDN | 4 | 1 |
| Cimarrones  | 1 - 2 | Oaxaca           | Héroe de Nacozari       | 13 de octubre | 22:10 | 6 113  |               | 4 | 1 |
| Zacatepec   | 2 - 2 | Zacatecas        | U.D. Centenario         | 14 de octubre | 17:00 | 1 349  |               | 5 | 1 |
| Celaya      | 0 - 0 | UAEM             | Emilio Butragueño       | 14 de octubre | 20:15 | 5 763  | 5             | 0 |   |

| Zacatecas        | 1 - 0 | Celaya      | Francisco Villa         | 20 de octubre | 19:00 | 4 673 |               | 5 | 2 |
| Correcaminos UAT | 0 - 2 | Venados     | Marte R. Gómez          | 20 de octubre | 20:00 | 3 408 |               | 0 | 0 |
| Oaxaca           | 4 - 0 | Murciélagos | Tecnológico de Oaxaca   | 21 de octubre | 19:00 | 5 237 | Univisión TDN | 5 | 1 |
| UAEM             | 0 - 0 | San Luis    | Alberto "Chivo" Córdoba | 21 de octubre | 19:00 | 1 084 |               | 5 | 0 |
| Tampico Madero   | 4 - 1 | Atlante     | Tamaulipas              | 21 de octubre | 20:00 | 5 910 |               | 4 | 0 |
| Juárez           | 2 - 2 | Cimarrones  | Olímpico Benito Juárez  | 21 de octubre | 20:00 | 6 307 |               | 4 | 0 |
| Dorados          | 0 - 1 | Zacatepec   | Banorte                 | 21 de octubre | 21:00 | 4 833 |               | 4 | 1 |
| Leones Negros    | 1 - 2 | Tapachula   | Jalisco                 | 22 de octubre | 12:00 | 4 871 | Canal 44      | 3 | 2 |

| Correcaminos UAT | 2 - 1 | UAEM           | Marte R. Gómez          | 27 de octubre | 20:00 | 3 101  |               | 3 | 0 |
| San Luis         | 0 - 0 | Zacatecas      | Alfonso Lastras         | 27 de octubre | 20:00 | 12 416 | 6             | 0 |   |
| Venados          | 3 - 1 | Atlante        | Carlos Iturralde Rivero | 27 de octubre | 20:30 | 3 995  | N.D.          | 3 | 2 |
| Cimarrones       | 1 - 2 | Tampico Madero | Héroe de Nacozari       | 27 de octubre | 22:00 | 5 381  |               | 3 | 1 |
| Murciélagos      | 0 - 2 | Juárez         | Centenario              | 27 de octubre | 22:00 | 2 456  | Univisión TDN | 2 | 0 |
| Zacatepec        | 2 - 0 | Leones Negros  | Agustín Coruco Díaz     | 28 de octubre | 17:00 | 3 004  |               | 2 | 0 |
| Tapachula        | 4 - 1 | Oaxaca         | Olímpico de Tapachula   | 28 de octubre | 19:00 | 10 936 |               | 4 | 0 |
| Celaya           | 1 - 0 | Dorados        | Emilio Butragueño       | 28 de octubre | 20:15 | 4 959  |               | 1 | 2 |

| Zacatecas      | 3 - 0                                                                                                   | Correcaminos UAT | Francisco Villa         | 3 de noviembre | 19:00 | 5 262  |               | 2 | 0 |
| Atlante        | 0 - 1                                                                                                   | Cimarrones       | O. Andrés Quintana Roo  | 3 de noviembre | 20:00 | 3 008  | Univisión TDN | 2 | 0 |
| Venados        | 2 - 1                                                                                                   | UAEM             | Carlos Iturralde Rivero | 3 de noviembre | 20:30 | 4 522  | N.D.          | 5 | 0 |
| Leones Negros  | 0 - 1 (enlace roto disponible en Internet Archive; véase el historial, la primera versión y la última). | Celaya           | Jalisco                 | 3 de noviembre | 20:30 | 3 003  | Canal 44      | 4 | 0 |
| Oaxaca         | 0 - 2 (enlace roto disponible en Internet Archive; véase el historial, la primera versión y la última). | Zacatepec        | Tecnológico de Oaxaca   | 4 de noviembre | 19:00 | 4 227  | Univisión TDN | 3 | 1 |
| Tampico Madero | 3 - 2                                                                                                   | Murciélagos      | Tamaulipas              | 4 de noviembre | 20:00 | 10 252 |               | 6 | 2 |
| Juárez         | 1 - 2                                                                                                   | Tapachula        | Olímpico Benito Juárez  | 4 de noviembre | 20:00 | 5 069  |               | 4 | 2 |
| Dorados        | 3 - 1                                                                                                   | San Luis         | Banorte                 | 4 de noviembre | 21:00 | 5 223  |               | 3 | 1 |

| Correcaminos UAT | 4 - 0 | Dorados        | Marte R. Gómez          | 10 de noviembre | 20:00 | 3 803  |               | 4 | 0 |
| San Luis         | 2 - 1 | Leones Negros  | Alfonso Lastras         | 10 de noviembre | 20:00 | 15 043 | 6             | 1 |   |
| Tapachula        | 0 - 1 | Tampico Madero | Olímpico de Tapachula   | 10 de noviembre | 21:00 | 22 000 |               | 1 | 0 |
| Cimarrones       | 1 - 1 | Venados        | Héroe de Nacozari       | 10 de noviembre | 22:00 | 8 873  | 3             | 2 |   |
| Murciélagos      | 4 - 0 | Atlante        | Centenario              | 10 de noviembre | 22:00 | 1 932  | Univisión TDN | 2 | 0 |
| Zacatepec        | 1 - 1 | Juárez         | Agustín Coruco Díaz     | 11 de noviembre | 17:00 | 4 261  |               | 5 | 1 |
| UAEM             | 2 - 1 | Zacatecas      | Alberto "Chivo" Córdoba | 11 de noviembre | 19:00 | 2 256  |               | 7 | 0 |
| Celaya           | 2 - 0 | Oaxaca         | Emilio Butragueño       | 11 de noviembre | 20:15 | 7 328  |               | 3 | 0 |

## Tabla general
| Pos. | Equipo                   | Pts. | PJ | G | E | P  | GF | GC | Dif. | Clasificación                   |
| ---- | ------------------------ | ---- | -- | - | - | -- | -- | -- | ---- | ------------------------------- |
| 1    | Celaya*                  | 28   | 15 | 8 | 4 | 3  | 17 | 9  | +8   | Cuartos de final de la liguilla |
| 2    | Juárez*                  | 26   | 15 | 7 | 5 | 3  | 19 | 16 | +3   | Cuartos de final de la liguilla |
| 3    | Tampico Madero           | 24   | 15 | 7 | 3 | 5  | 22 | 15 | +7   | Cuartos de final de la liguilla |
| 4    | Zacatepec                | 24   | 15 | 6 | 6 | 3  | 19 | 12 | +7   | Cuartos de final de la liguilla |
| 5    | Oaxaca (C)               | 24   | 15 | 7 | 3 | 5  | 19 | 18 | +1   | Cuartos de final de la liguilla |
| 6    | Mineros de Zacatecas     | 23   | 15 | 6 | 5 | 4  | 21 | 14 | +7   | Cuartos de final de la liguilla |
| 7    | Venados                  | 23   | 15 | 6 | 5 | 4  | 18 | 15 | +3   | Cuartos de final de la liguilla |
| 8    | Correcaminos UAT         | 22   | 15 | 6 | 4 | 5  | 22 | 20 | +2   | Cuartos de final de la liguilla |
| 9    | Cimarrones*              | 22   | 15 | 6 | 4 | 5  | 20 | 19 | +1   |                                 |
| 10   | Cafetaleros de Tapachula | 21   | 15 | 6 | 3 | 6  | 24 | 23 | +1   |                                 |
| 11   | Atlético de San Luis*    | 21   | 15 | 5 | 6 | 4  | 15 | 15 | 0    |                                 |
| 12   | Dorados                  | 20   | 15 | 6 | 2 | 7  | 16 | 21 | −5   |                                 |
| 13   | Murciélagos              | 14   | 15 | 4 | 2 | 9  | 15 | 19 | −4   |                                 |
| 14   | Leones Negros*           | 13   | 15 | 3 | 4 | 8  | 11 | 19 | −8   |                                 |
| 15   | Potros UAEM              | 13   | 15 | 3 | 4 | 8  | 15 | 24 | −9   |                                 |
| 16   | Atlante*                 | 11   | 15 | 3 | 2 | 10 | 11 | 25 | −14  |                                 |

 Fuente: [cita requerida]
- (*) Equipos certificados para ascender.

### Evolución de la clasificación
| Equipo / Jornada | 01 | 02 | 03 | 04 | 05 | 06 | 07 | 08 | 09 | 10 | 11 | 12 | 13 | 14 | 15 |
| ---------------- | -- | -- | -- | -- | -- | -- | -- | -- | -- | -- | -- | -- | -- | -- | -- |
| Celaya           | 7  | 12 | 14 | 10 | 12 | 9  | 8  | 5  | 5  | 1  | 3  | 4  | 3  | 1  | 1  |
| FC Juárez        | 8  | 14 | 9  | 6  | 3  | 3  | 4  | 1  | 1  | 3  | 2  | 2  | 1  | 2  | 2  |
| Tampico Madero   | 9  | 13 | 10 | 14 | 10 | 13 | 9  | 11 | 13 | 14 | 12 | 11 | 8  | 7  | 3  |
| Zacatepec        | 10 | 3  | 6  | 3  | 6  | 7  | 10 | 12 | 9  | 9  | 9  | 6  | 5  | 5  | 4  |
| Oaxaca           | 3  | 2  | 2  | 2  | 2  | 2  | 3  | 7  | 6  | 2  | 1  | 1  | 2  | 3  | 5  |
| Zacatecas        | 4  | 11 | 3  | 4  | 7  | 4  | 5  | 8  | 7  | 6  | 6  | 3  | 4  | 4  | 6  |
| Venados          | 13 | 9  | 13 | 12 | 13 | 12 | 12 | 13 | 11 | 10 | 10 | 10 | 6  | 6  | 7  |
| Correcaminos UAT | 6  | 8  | 12 | 8  | 5  | 6  | 2  | 3  | 3  | 7  | 7  | 9  | 7  | 11 | 8  |
| Cimarrones       | 14 | 7  | 8  | 11 | 9  | 10 | 6  | 2  | 8  | 4  | 4  | 5  | 11 | 9  | 9  |
| Tapachula        | 16 | 16 | 16 | 15 | 14 | 15 | 15 | 16 | 16 | 15 | 13 | 12 | 9  | 8  | 10 |
| San Luis         | 12 | 4  | 7  | 5  | 8  | 5  | 7  | 4  | 4  | 8  | 8  | 7  | 10 | 12 | 11 |
| Dorados          | 2  | 1  | 1  | 1  | 1  | 1  | 1  | 6  | 2  | 5  | 5  | 8  | 12 | 10 | 12 |
| Murciélagos      | 5  | 10 | 4  | 7  | 4  | 8  | 11 | 9  | 10 | 11 | 14 | 14 | 14 | 14 | 13 |
| Leones Negros    | 15 | 15 | 15 | 16 | 16 | 16 | 16 | 15 | 14 | 13 | 11 | 13 | 13 | 13 | 14 |
| Potros UAEM      | 11 | 5  | 11 | 13 | 15 | 11 | 14 | 14 | 15 | 16 | 16 | 16 | 16 | 16 | 15 |
| Atlante          | 1  | 6  | 5  | 9  | 11 | 14 | 13 | 10 | 12 | 12 | 15 | 15 | 15 | 15 | 16 |

## Tabla de cocientes
| Posición | Equipo           | A15 | C16 | A16 | C17 | A17 | Puntos | Juegos | Dif | Cociente |
| -------- | ---------------- | --- | --- | --- | --- | --- | ------ | ------ | --- | -------- |
| 1        | Zacatecas        | 24  | 22  | 33  | 32  | 23  | 134    | 79     | 31  | 1.6962   |
| 2        | Celaya           | 20  | 26  | 35  | 19  | 28  | 128    | 79     | 30  | 1.6203   |
| 3        | Alebrijes        | 25  | 21  | 26  | 30  | 24  | 126    | 79     | 15  | 1.5949   |
| 4        | Dorados          | -   | -   | 27  | 31  | 20  | 78     | 49     | 14  | 1.5918   |
| 5        | FC Juárez        | 29  | 20  | 22  | 28  | 26  | 125    | 79     | 10  | 1.5823   |
| 6        | Potros UAEM      | -   | -   | 29  | 28  | 13  | 70     | 49     | 3   | 1.4286   |
| 7        | Zacatepec        | 20  | 19  | 22  | 26  | 24  | 111    | 79     | 13  | 1.4051   |
| 8        | San Luis         | -   | -   | -   | -   | 21  | 21     | 15     | 0   | 1.4000   |
| 9        | Atlante          | 23  | 25  | 27  | 21  | 11  | 107    | 79     | -6  | 1.3544   |
| 10       | Tapachula        | 22  | 27  | 16  | 21  | 21  | 107    | 79     | -11 | 1.3544   |
| 11       | U. de G.         | 21  | 29  | 18  | 22  | 13  | 103    | 79     | -13 | 1.3038   |
| 12       | Cimarrones       | 8   | 10  | 27  | 27  | 22  | 94     | 79     | 3   | 1.1899   |
| 13       | Correcaminos UAT | 13  | 22  | 20  | 16  | 22  | 93     | 79     | -9  | 1.1772   |
| 14       | Venados          | 15  | 20  | 20  | 15  | 23  | 93     | 79     | -28 | 1.1772   |
| 15       | Tampico Madero   | -   | -   | 10  | 23  | 24  | 57     | 49     | -11 | 1.1633   |
| 16       | Murciélagos      | 24  | 16  | 19  | 14  | 14  | 87     | 79     | -20 | 1.1013   |

|  | Último lugar en la tabla de cociente. |

 Fecha de actualización: 13 de noviembre de 2017

## Liguilla
|  | Cuartos de final                                                         | Cuartos de final                                                         | Cuartos de final                                                         | Cuartos de final                                                         | Cuartos de final                                                         |   |       | Semifinales                                                    | Semifinales                                                    | Semifinales                                                    | Semifinales                                                    | Semifinales                                                    |  |   | Final                                                         | Final                                                         | Final                                                         | Final                                                         | Final                                                         |  |
|  | 15 y 16 de noviembre de 2017 (ida) 18 y 19 de noviembre de 2017 (vuelta) | 15 y 16 de noviembre de 2017 (ida) 18 y 19 de noviembre de 2017 (vuelta) | 15 y 16 de noviembre de 2017 (ida) 18 y 19 de noviembre de 2017 (vuelta) | 15 y 16 de noviembre de 2017 (ida) 18 y 19 de noviembre de 2017 (vuelta) | 15 y 16 de noviembre de 2017 (ida) 18 y 19 de noviembre de 2017 (vuelta) |   |       | 22 de noviembre de 2017 (ida) 25 de noviembre de 2017 (vuelta) | 22 de noviembre de 2017 (ida) 25 de noviembre de 2017 (vuelta) | 22 de noviembre de 2017 (ida) 25 de noviembre de 2017 (vuelta) | 22 de noviembre de 2017 (ida) 25 de noviembre de 2017 (vuelta) | 22 de noviembre de 2017 (ida) 25 de noviembre de 2017 (vuelta) |  |   | 29 de noviembre de 2017 (ida) 2 de diciembre de 2017 (vuelta) | 29 de noviembre de 2017 (ida) 2 de diciembre de 2017 (vuelta) | 29 de noviembre de 2017 (ida) 2 de diciembre de 2017 (vuelta) | 29 de noviembre de 2017 (ida) 2 de diciembre de 2017 (vuelta) | 29 de noviembre de 2017 (ida) 2 de diciembre de 2017 (vuelta) |  |
|  |                                                                          |                                                                          |                                                                          |                                                                          |                                                                          |   |       |                                                                |                                                                |                                                                |                                                                |                                                                |  |   |                                                               |                                                               |                                                               |                                                               |                                                               |  |
|  |                                                                          |                                                                          |                                                                          |                                                                          |                                                                          |   |       |                                                                |                                                                |                                                                |                                                                |                                                                |  |   |                                                               |                                                               |                                                               |                                                               |                                                               |  |
|  | 2                                                                        | Juárez                                                                   | 2                                                                        | 1                                                                        | 3                                                                        |   |       |                                                                |                                                                |                                                                |                                                                |                                                                |  |   |                                                               |                                                               |                                                               |                                                               |                                                               |  |
|  | 2                                                                        | Juárez                                                                   | 2                                                                        | 1                                                                        | 3                                                                        |   |       |                                                                |                                                                |                                                                |                                                                |                                                                |  |   |                                                               |                                                               |                                                               |                                                               |                                                               |  |
|  | 7                                                                        | Venados                                                                  | 0                                                                        | 0                                                                        | 0                                                                        |   |       |                                                                |                                                                |                                                                |                                                                |                                                                |  |   |                                                               |                                                               |                                                               |                                                               |                                                               |  |
|  | 7                                                                        | Venados                                                                  | 0                                                                        | 0                                                                        | 0                                                                        |   | 2     | Juárez                                                         | 2                                                              | 3                                                              | 5                                                              |                                                                |  |   |                                                               |                                                               |                                                               |                                                               |                                                               |  |
|  |                                                                          |                                                                          |                                                                          |                                                                          |                                                                          |   | 2     | Juárez                                                         | 2                                                              | 3                                                              | 5                                                              |                                                                |  |   |                                                               |                                                               |                                                               |                                                               |                                                               |  |
|  |                                                                          |                                                                          | 3                                                                        | Tampico Madero                                                           | 2                                                                        | 2 | 4     |                                                                |                                                                |                                                                |                                                                |                                                                |  |   |                                                               |                                                               |                                                               |                                                               |                                                               |  |
|  | 3                                                                        | Tampico Madero                                                           | 3                                                                        | Tampico Madero                                                           | 2                                                                        | 2 | 4     | 0                                                              | 3                                                              | 3                                                              |                                                                |                                                                |  |   |                                                               |                                                               |                                                               |                                                               |                                                               |  |
|  | 3                                                                        | Tampico Madero                                                           |                                                                          |                                                                          |                                                                          |   |       |                                                                |                                                                | 3                                                              |                                                                |                                                                |  |   |                                                               |                                                               |                                                               |                                                               |                                                               |  |
|  | 6                                                                        | Mineros de Zacatecas                                                     | 1                                                                        | 1                                                                        | 2                                                                        |   |       |                                                                |                                                                |                                                                |                                                                |                                                                |  |   |                                                               |                                                               |                                                               |                                                               |                                                               |  |
|  | 6                                                                        | Mineros de Zacatecas                                                     | 1                                                                        | 1                                                                        | 2                                                                        |   |       |                                                                |                                                                |                                                                |                                                                |                                                                |  | 2 | Juárez                                                        | 0                                                             | 2                                                             | 2 (2)                                                         |                                                               |  |
|  |                                                                          |                                                                          |                                                                          |                                                                          |                                                                          |   |       |                                                                |                                                                |                                                                |                                                                |                                                                |  | 2 | Juárez                                                        | 0                                                             | 2                                                             | 2 (2)                                                         |                                                               |  |
|  |                                                                          |                                                                          | 5                                                                        | Oaxaca (p.)                                                              | 1                                                                        | 1 | 2 (4) |                                                                |                                                                |                                                                |                                                                |                                                                |  |   |                                                               |                                                               |                                                               |                                                               |                                                               |  |
|  | 1                                                                        | Celaya (v.)                                                              | 5                                                                        | Oaxaca (p.)                                                              | 1                                                                        | 1 | 2 (4) | 3                                                              | 2                                                              | 5                                                              |                                                                |                                                                |  |   |                                                               |                                                               |                                                               |                                                               |                                                               |  |
|  | 1                                                                        | Celaya (v.)                                                              |                                                                          |                                                                          |                                                                          |   |       |                                                                |                                                                | 5                                                              |                                                                |                                                                |  |   |                                                               |                                                               |                                                               |                                                               |                                                               |  |
|  | 8                                                                        | Correcaminos UAT                                                         | 4                                                                        | 1                                                                        | 5                                                                        |   |       |                                                                |                                                                |                                                                |                                                                |                                                                |  |   |                                                               |                                                               |                                                               |                                                               |                                                               |  |
|  | 8                                                                        | Correcaminos UAT                                                         | 4                                                                        | 1                                                                        | 5                                                                        |   | 1     | Celaya                                                         | 0                                                              | 2                                                              | 2                                                              |                                                                |  |   |                                                               |                                                               |                                                               |                                                               |                                                               |  |
|  |                                                                          |                                                                          |                                                                          |                                                                          |                                                                          |   | 1     | Celaya                                                         | 0                                                              | 2                                                              | 2                                                              |                                                                |  |   |                                                               |                                                               |                                                               |                                                               |                                                               |  |
|  |                                                                          |                                                                          | 5                                                                        | Oaxaca (v.)                                                              | 1                                                                        | 1 | 2     |                                                                |                                                                |                                                                |                                                                |                                                                |  |   |                                                               |                                                               |                                                               |                                                               |                                                               |  |
|  | 4                                                                        | Zacatepec                                                                | 5                                                                        | Oaxaca (v.)                                                              | 1                                                                        | 1 | 2     | 1                                                              | 0                                                              | 1                                                              |                                                                |                                                                |  |   |                                                               |                                                               |                                                               |                                                               |                                                               |  |
|  | 4                                                                        | Zacatepec                                                                |                                                                          |                                                                          |                                                                          |   |       |                                                                |                                                                | 1                                                              |                                                                |                                                                |  |   |                                                               |                                                               |                                                               |                                                               |                                                               |  |
|  | 5                                                                        | Oaxaca                                                                   | 3                                                                        | 0                                                                        | 3                                                                        |   |       |                                                                |                                                                |                                                                |                                                                |                                                                |  |   |                                                               |                                                               |                                                               |                                                               |                                                               |  |
|  | 5                                                                        | Oaxaca                                                                   | 3                                                                        | 0                                                                        | 3                                                                        |   |       |                                                                |                                                                |                                                                |                                                                |                                                                |  |   |                                                               |                                                               |                                                               |                                                               |                                                               |  |
|  |                                                                          |                                                                          |                                                                          |                                                                          |                                                                          |   |       |                                                                |                                                                |                                                                |                                                                |                                                                |  |   |                                                               |                                                               |                                                               |                                                               |                                                               |  |

- Campeón clasifica a la Final de Ascenso 2017-18.

### Cuartos de final

#### Celaya-Correcaminos UAT
| 15 de noviembre del 2017, 21:30 | Correcaminos                                | 4:3     | Celaya                                | Estadio Marte R. Gómez, Ciudad Victoria                             |                                                                     |
|                                 | Rivero 10', 65' · Ramírez 18' · Sánchez 83' | Reporte | Juárez 5' · Murguía 87' · López 90+1' | Asistencia: 9 051 espectadores Árbitro(s): Jesús Bisguerra Mendiola | Asistencia: 9 051 espectadores Árbitro(s): Jesús Bisguerra Mendiola |

| 18 de noviembre del 2017, 19:00                                      | Celaya                   | 2:1 | Correcaminos | Estadio Emilio Butragueño, Celaya                               |                                                                 |
|                                                                      | Padilla 19' · Toloza 50' |     | Chalá 86'    | Asistencia: 11 897 espectadores Árbitro(s): Arturo Cruz Hurtado | Asistencia: 11 897 espectadores Árbitro(s): Arturo Cruz Hurtado |
| Por gol de visitante, Celaya avanza a semifinales pese a empatar 5:5 |                          |     |              |                                                                 |                                                                 |

#### Juárez-Venados
| 15 de noviembre del 2017, 19:30 | Venados | 0:2     | Juárez                 | Estadio Carlos Iturralde Rivero, Mérida                               |                                                                       |
|                                 |         | Reporte | Prieto 35' · Gómez 81' | Asistencia: 7 228 espectadores Árbitro(s): Edgar Allan Morales Olvera | Asistencia: 7 228 espectadores Árbitro(s): Edgar Allan Morales Olvera |

| 18 de noviembre del 2017, 21:00                | Juárez     | 1:0 | Venados | Estadio Olímpico Benito Juárez, Ciudad Juárez                 |                                                               |
|                                                | Ávalos 62' |     |         | Asistencia: 8 239 espectadores Árbitro(s): Oscar Mejía García | Asistencia: 8 239 espectadores Árbitro(s): Oscar Mejía García |
| Con global de 3:0, Juárez avanza a semifinales |            |     |         |                                                               |                                                               |

#### Tampico Madero-Zacatecas
| 16 de noviembre del 2017, 21:30 | Zacatecas    | 1:0     | Tampico Madero | Estadio Francisco Villa, Zacatecas                                       |                                                                          |
|                                 | Martínez 79' | Reporte |                | Asistencia: 5 987 espectadores Árbitro(s): Juan Andrés Esquivel González | Asistencia: 5 987 espectadores Árbitro(s): Juan Andrés Esquivel González |

| 19 de noviembre del 2017, 20:00                        | Tampico Madero                            | 3:1     | Zacatecas | Estadio Tamaulipas, Tampico-Madero                                    |                                                                       |
|                                                        | Martínez 3' · Esparza 36' · Rodríguez 51' | Reporte | Nurse 76' | Asistencia: 15 000 espectadores Árbitro(s): Jonathan Hernández Juárez | Asistencia: 15 000 espectadores Árbitro(s): Jonathan Hernández Juárez |
| Con global de 3:2, Tampico Madero avanza a semifinales |                                           |         |           |                                                                       |                                                                       |

#### Zacatepec-Oaxaca
| 16 de noviembre del 2017, 19:30 | Oaxaca                            | 3:1     | Zacatepec       | Estadio Tecnológico de Oaxaca, Oaxaca                         |                                                               |
|                                 | Tehuitzil 42' · Madrigal 48', 65' | Reporte | A. González 23' | Asistencia: 4 727 espectadores Árbitro(s): Aldo Cano Martínez | Asistencia: 4 727 espectadores Árbitro(s): Aldo Cano Martínez |

| 19 de noviembre del 2017, 16:00                | Zacatepec | 0:0 | Oaxaca | Estadio Agustín Coruco Díaz, Zacatepec                              |  |
|                                                |           |     |        | Asistencia: 8 725 espectadores Árbitro(s): Alejandro Funk Villafañe |  |
| Con global de 3:1, Oaxaca avanza a semifinales |           |     |        |                                                                     |  |

### Semifinales

#### Celaya-Oaxaca
| 22 de noviembre del 2017, 21:30 | Oaxaca   | 1:0     | Celaya | Estadio Tecnológico de Oaxaca, Oaxaca                                    |                                                                          |
|                                 | Noya 66' | Reporte |        | Asistencia: 6 527 espectadores Árbitro(s): Juan Andrés Esquivel González | Asistencia: 6 527 espectadores Árbitro(s): Juan Andrés Esquivel González |

| 25 de noviembre del 2017, 19:00                                   | Celaya                  | 2:1     | Oaxaca       | Estadio Emilio Butragueño, Celaya                                     |                                                                       |
|                                                                   | Salinas 17' · Reyna 65' | Reporte | Madrigal 53' | Asistencia: 17 826 espectadores Árbitro(s): Jonathan Hernández Juárez | Asistencia: 17 826 espectadores Árbitro(s): Jonathan Hernández Juárez |
| Por gol de visitante, Oaxaca avanza a la final pese a empatar 2:2 |                         |         |              |                                                                       |                                                                       |

#### Juárez-Tampico Madero
| 22 de noviembre del 2017, 19:30 | Tampico Madero             | 2:2     | Juárez                   | Estadio Tamaulipas, Tampico-Madero                                   |                                                                      |
|                                 | Orozco 28' · Rodríguez 73' | Reporte | Berber 65' · Gómez 90+1' | Asistencia: 13 800 espectadores Árbitro(s): Alejandro Funk Villafañe | Asistencia: 13 800 espectadores Árbitro(s): Alejandro Funk Villafañe |

| 25 de noviembre del 2017, 21:00             | Juárez                                      | 3:2 | Tampico Madero              | Estadio Olímpico Benito Juárez, Ciudad Juárez                   |                                                                 |
|                                             | Ortiz 46' · Enríquez 81' · Lucas Xavier 90' |     | Martínez 54' · Bonfigli 73' | Asistencia: 15 797 espectadores Árbitro(s): Arturo Cruz Hurtado | Asistencia: 15 797 espectadores Árbitro(s): Arturo Cruz Hurtado |
| Con global de 5:4, Juárez avanza a la final |                                             |     |                             |                                                                 |                                                                 |

### Final

#### Juárez-Oaxaca
| 29 de noviembre del 2017, 19:00 | Oaxaca     | 1:0     | Juárez | Estadio Tecnológico de Oaxaca, Oaxaca                                     |                                                                           |
|                                 | Zúñiga 31' | Reporte |        | Asistencia: 14 227 espectadores Árbitro(s): Juan Andrés Esquivel González | Asistencia: 14 227 espectadores Árbitro(s): Juan Andrés Esquivel González |

| 2 de diciembre del 2017, 21:00   | Juárez | 2:1 (2:4) | Oaxaca | Estadio Olímpico Benito Juárez, Ciudad Juárez |  |
| Campeón del Torneo Apertura 2017 |        |           |        |                                               |  |

#### Final - Ida
| 1     | POR   | Édgar Hernández  |     |
| 2     | DEF   | Daniel Cervantes |     |
| 4     | DEF   | Rodrigo Noya     |     |
| 6     | DEF   | Orlando Pineda   |     |
| 31    | DEF   | José Medina      |     |
| 8     | MED   | Renato Román     |     |
| 11    | MED   | Carlos Acosta    |     |
| 21    | MED   | Taufic Guarch    | 81' |
| 25    | MED   | José Tehuitzil   |     |
| 9     | DEL   | Luis Madrigal    | 92' |
| 28    | DEL   | Martín Zúñiga    | 86' |
| D. T. | D. T. | Irving Rubirosa  |     |

| 31    | POR   | Iván Vázquez            |     |
| 2     | DEF   | Jonathan Lacerda        |     |
| 3     | DEF   | Luis López              |     |
| 14    | DEF   | Elson Días              |     |
| 24    | DEF   | Alejandro Berber        |     |
| 6     | MED   | Luis Télles             |     |
| 17    | MED   | Magno Aparecido         |     |
| 19    | MED   | Irving Ávalos           | 57' |
| 28    | MED   | Ían Arellano            | 45' |
| 7     | DEL   | Mario Ortiz             |     |
| 23    | DEL   | Rodrigo Prieto          | 71' |
| D. T. | D. T. | Miguel de Jesús Fuentes |     |

| 14 | Defensa   | Rolando González | 81' |
| 24 | Delantero | Sergio Rodríguez | 86' |
| 3  | Defensa   | David Álvarez    | 92' |

| 33 | Centrocampista | Lucas Da Silva        | 45' |
| 11 | Centrocampista | Mauro Fernández       | 57' |
| 9  | Delantero      | Leandro Carrijo Silva | 71' |

| 31' | Martín Eduardo Zúñiga | 1:0 |

| 76' | Martín Zúñiga |

| 89' | Jonathan Lacerda |

| Principal  | Juan Andrés Esquivel González |
| Asistentes | Cesar Cerritos García         |
|            | Enrique Martìnez Sandoval     |
| Cuarto     | Óscar Mejía García            |

|                    |     |     |
| Tiros              | 5   | 6   |
| Tiros a puerta     | 3   | 0   |
| Faltas             | 7   | 10  |
| Saques de esquina  | 1   | 1   |
| Penaltis           | 0   | 0   |
| Fueras de juego    | 0   | 2   |
| Posesión del balón | 52% | 48% |

| Alineación inicial |

| 1     | POR   | Édgar Hernández  |     |
| 2     | DEF   | Daniel Cervantes |     |
| 4     | DEF   | Rodrigo Noya     |     |
| 6     | DEF   | Orlando Pineda   |     |
| 31    | DEF   | José Medina      |     |
| 8     | MED   | Renato Román     |     |
| 11    | MED   | Carlos Acosta    |     |
| 21    | MED   | Taufic Guarch    | 81' |
| 25    | MED   | José Tehuitzil   |     |
| 9     | DEL   | Luis Madrigal    | 92' |
| 28    | DEL   | Martín Zúñiga    | 86' |
| D. T. | D. T. | Irving Rubirosa  |     |

| 31    | POR   | Iván Vázquez            |     |
| 2     | DEF   | Jonathan Lacerda        |     |
| 3     | DEF   | Luis López              |     |
| 14    | DEF   | Elson Días              |     |
| 24    | DEF   | Alejandro Berber        |     |
| 6     | MED   | Luis Télles             |     |
| 17    | MED   | Magno Aparecido         |     |
| 19    | MED   | Irving Ávalos           | 57' |
| 28    | MED   | Ían Arellano            | 45' |
| 7     | DEL   | Mario Ortiz             |     |
| 23    | DEL   | Rodrigo Prieto          | 71' |
| D. T. | D. T. | Miguel de Jesús Fuentes |     |

| 14 | Defensa   | Rolando González | 81' |
| 24 | Delantero | Sergio Rodríguez | 86' |
| 3  | Defensa   | David Álvarez    | 92' |

| 33 | Centrocampista | Lucas Da Silva        | 45' |
| 11 | Centrocampista | Mauro Fernández       | 57' |
| 9  | Delantero      | Leandro Carrijo Silva | 71' |

| 31' | Martín Eduardo Zúñiga | 1:0 |

| 76' | Martín Zúñiga |

| 89' | Jonathan Lacerda |

| Principal  | Juan Andrés Esquivel González |
| Asistentes | Cesar Cerritos García         |
|            | Enrique Martìnez Sandoval     |
| Cuarto     | Óscar Mejía García            |

|                    |     |     |
| Tiros              | 5   | 6   |
| Tiros a puerta     | 3   | 0   |
| Faltas             | 7   | 10  |
| Saques de esquina  | 1   | 1   |
| Penaltis           | 0   | 0   |
| Fueras de juego    | 0   | 2   |
| Posesión del balón | 52% | 48% |

| Alineación inicial |

| 1     | POR   | Édgar Hernández  |     |
| 2     | DEF   | Daniel Cervantes |     |
| 4     | DEF   | Rodrigo Noya     |     |
| 6     | DEF   | Orlando Pineda   |     |
| 31    | DEF   | José Medina      |     |
| 8     | MED   | Renato Román     |     |
| 11    | MED   | Carlos Acosta    |     |
| 21    | MED   | Taufic Guarch    | 81' |
| 25    | MED   | José Tehuitzil   |     |
| 9     | DEL   | Luis Madrigal    | 92' |
| 28    | DEL   | Martín Zúñiga    | 86' |
| D. T. | D. T. | Irving Rubirosa  |     |

| 31    | POR   | Iván Vázquez            |     |
| 2     | DEF   | Jonathan Lacerda        |     |
| 3     | DEF   | Luis López              |     |
| 14    | DEF   | Elson Días              |     |
| 24    | DEF   | Alejandro Berber        |     |
| 6     | MED   | Luis Télles             |     |
| 17    | MED   | Magno Aparecido         |     |
| 19    | MED   | Irving Ávalos           | 57' |
| 28    | MED   | Ían Arellano            | 45' |
| 7     | DEL   | Mario Ortiz             |     |
| 23    | DEL   | Rodrigo Prieto          | 71' |
| D. T. | D. T. | Miguel de Jesús Fuentes |     |

| 14 | Defensa   | Rolando González | 81' |
| 24 | Delantero | Sergio Rodríguez | 86' |
| 3  | Defensa   | David Álvarez    | 92' |

| 33 | Centrocampista | Lucas Da Silva        | 45' |
| 11 | Centrocampista | Mauro Fernández       | 57' |
| 9  | Delantero      | Leandro Carrijo Silva | 71' |

| 31' | Martín Eduardo Zúñiga | 1:0 |

| 76' | Martín Zúñiga |

| 89' | Jonathan Lacerda |

| Principal  | Juan Andrés Esquivel González |
| Asistentes | Cesar Cerritos García         |
|            | Enrique Martìnez Sandoval     |
| Cuarto     | Óscar Mejía García            |

|                    |     |     |
| Tiros              | 5   | 6   |
| Tiros a puerta     | 3   | 0   |
| Faltas             | 7   | 10  |
| Saques de esquina  | 1   | 1   |
| Penaltis           | 0   | 0   |
| Fueras de juego    | 0   | 2   |
| Posesión del balón | 52% | 48% |

| Alineación inicial |

| 1     | POR   | Édgar Hernández  |     |
| 2     | DEF   | Daniel Cervantes |     |
| 4     | DEF   | Rodrigo Noya     |     |
| 6     | DEF   | Orlando Pineda   |     |
| 31    | DEF   | José Medina      |     |
| 8     | MED   | Renato Román     |     |
| 11    | MED   | Carlos Acosta    |     |
| 21    | MED   | Taufic Guarch    | 81' |
| 25    | MED   | José Tehuitzil   |     |
| 9     | DEL   | Luis Madrigal    | 92' |
| 28    | DEL   | Martín Zúñiga    | 86' |
| D. T. | D. T. | Irving Rubirosa  |     |

| 31    | POR   | Iván Vázquez            |     |
| 2     | DEF   | Jonathan Lacerda        |     |
| 3     | DEF   | Luis López              |     |
| 14    | DEF   | Elson Días              |     |
| 24    | DEF   | Alejandro Berber        |     |
| 6     | MED   | Luis Télles             |     |
| 17    | MED   | Magno Aparecido         |     |
| 19    | MED   | Irving Ávalos           | 57' |
| 28    | MED   | Ían Arellano            | 45' |
| 7     | DEL   | Mario Ortiz             |     |
| 23    | DEL   | Rodrigo Prieto          | 71' |
| D. T. | D. T. | Miguel de Jesús Fuentes |     |

| 14 | Defensa   | Rolando González | 81' |
| 24 | Delantero | Sergio Rodríguez | 86' |
| 3  | Defensa   | David Álvarez    | 92' |

| 33 | Centrocampista | Lucas Da Silva        | 45' |
| 11 | Centrocampista | Mauro Fernández       | 57' |
| 9  | Delantero      | Leandro Carrijo Silva | 71' |

| 31' | Martín Eduardo Zúñiga | 1:0 |

| 76' | Martín Zúñiga |

| 89' | Jonathan Lacerda |

| Principal  | Juan Andrés Esquivel González |
| Asistentes | Cesar Cerritos García         |
|            | Enrique Martìnez Sandoval     |
| Cuarto     | Óscar Mejía García            |

|                    |     |     |
| Tiros              | 5   | 6   |
| Tiros a puerta     | 3   | 0   |
| Faltas             | 7   | 10  |
| Saques de esquina  | 1   | 1   |
| Penaltis           | 0   | 0   |
| Fueras de juego    | 0   | 2   |
| Posesión del balón | 52% | 48% |

| Alineación inicial |

#### Final - Vuelta
| 31    | POR   | Iván Vázquez     |     |
| 24    | DEF   | Alejandro Berber |     |
| 4     | DEF   | Willian Magrão   | 58' |
| 2     | DEF   | Jonathan Lacerda | 73' |
| 17    | DEF   | Magno Aparecido  |     |
| 11    | MED   | Mauro Fernández  | 63' |
| 6     | MED   | Luis Télles      |     |
| 14    | MED   | Elson Dias       |     |
| 7     | DEL   | Mario Ortiz      |     |
| 9     | DEL   | Leandro Carrijo  |     |
| 33    | DEL   | Lucas Da Silva   |     |
| D. T. | D. T. | Miguel Fuentes   |     |

| 23    | POR   | Edgar Hernández  |     |
| 31    | DEF   | José Medina      |     |
| 4     | DEF   | Rodrigo Noya     |     |
| 2     | DEF   | Daniel Cervantes |     |
| 6     | DEF   | Orlando Pineda   |     |
| 11    | MED   | Carlos Acosta    | 74' |
| 8     | MED   | Renato Román     | 87' |
| 25    | MED   | José Tehuitzil   |     |
| 21    | MED   | Taufic Guarch    | 87' |
| 14    | DEL   | Rolando González |     |
| 9     | DEL   | Luis Madrigal    |     |
| D. T. | D. T. | Irving Rubirosa  |     |

| 10 | Centrocampista | Raúl Enríquez  | 58' |
| 19 | Delantero      | Irving Ávalos  | 63' |
| 23 | Delantero      | Rodrigo Prieto | 73' |

| 3  | Defensa        | David Álvarez     | 74' |
| 12 | Centrocampista | Juan Carlos López | 87' |
| 27 | Centrocampista | Armando Escobar   | 87' |

| 90+4' · 113' | Raúl Enríquez Rodrigo Prieto | 1:0 2:0 |

| 116' | Daniel Cervantes | 2:1 |

| No · Sí · Sí · No | Alejandro Berber Raúl Enríquez Mario Ortiz Rodrigo Prieto | 0:1 1:2 2:3 2:4 |

| Sí · Sí · Sí · Sí | Luis Madrigal Orlando Pineda Daniel Cervantes Rolando González | 0:1 0:2 1:3 2:4 |

| 90' | Juan Solís (Entrenador adjunto) |

| 77' · 90' | Juan Rivera (Entrenador adjunto) David Jacome (Entrenador adjunto) |

| Principal  | Jonathan Hernández Juárez |
| Asistentes | Enríque Isaac Bustos Díaz |
|            | Karen Janett Díaz Medina  |
| Cuarto     | Arturo Cruz Hurtado       |

|                    |     |     |
| Tiros              | 6   | 3   |
| Tiros a puerta     | 4   | 1   |
| Faltas             | 4   | 8   |
| Saques de esquina  | 3   | 3   |
| Penaltis           | 0   | 0   |
| Fueras de juego    | 1   | 1   |
| Posesión del balón | 44% | 56% |

| Alineación inicial |

| 31    | POR   | Iván Vázquez     |     |
| 24    | DEF   | Alejandro Berber |     |
| 4     | DEF   | Willian Magrão   | 58' |
| 2     | DEF   | Jonathan Lacerda | 73' |
| 17    | DEF   | Magno Aparecido  |     |
| 11    | MED   | Mauro Fernández  | 63' |
| 6     | MED   | Luis Télles      |     |
| 14    | MED   | Elson Dias       |     |
| 7     | DEL   | Mario Ortiz      |     |
| 9     | DEL   | Leandro Carrijo  |     |
| 33    | DEL   | Lucas Da Silva   |     |
| D. T. | D. T. | Miguel Fuentes   |     |

| 23    | POR   | Edgar Hernández  |     |
| 31    | DEF   | José Medina      |     |
| 4     | DEF   | Rodrigo Noya     |     |
| 2     | DEF   | Daniel Cervantes |     |
| 6     | DEF   | Orlando Pineda   |     |
| 11    | MED   | Carlos Acosta    | 74' |
| 8     | MED   | Renato Román     | 87' |
| 25    | MED   | José Tehuitzil   |     |
| 21    | MED   | Taufic Guarch    | 87' |
| 14    | DEL   | Rolando González |     |
| 9     | DEL   | Luis Madrigal    |     |
| D. T. | D. T. | Irving Rubirosa  |     |

| 10 | Centrocampista | Raúl Enríquez  | 58' |
| 19 | Delantero      | Irving Ávalos  | 63' |
| 23 | Delantero      | Rodrigo Prieto | 73' |

| 3  | Defensa        | David Álvarez     | 74' |
| 12 | Centrocampista | Juan Carlos López | 87' |
| 27 | Centrocampista | Armando Escobar   | 87' |

| 90+4' · 113' | Raúl Enríquez Rodrigo Prieto | 1:0 2:0 |

| 116' | Daniel Cervantes | 2:1 |

| No · Sí · Sí · No | Alejandro Berber Raúl Enríquez Mario Ortiz Rodrigo Prieto | 0:1 1:2 2:3 2:4 |

| Sí · Sí · Sí · Sí | Luis Madrigal Orlando Pineda Daniel Cervantes Rolando González | 0:1 0:2 1:3 2:4 |

| 90' | Juan Solís (Entrenador adjunto) |

| 77' · 90' | Juan Rivera (Entrenador adjunto) David Jacome (Entrenador adjunto) |

| Principal  | Jonathan Hernández Juárez |
| Asistentes | Enríque Isaac Bustos Díaz |
|            | Karen Janett Díaz Medina  |
| Cuarto     | Arturo Cruz Hurtado       |

|                    |     |     |
| Tiros              | 6   | 3   |
| Tiros a puerta     | 4   | 1   |
| Faltas             | 4   | 8   |
| Saques de esquina  | 3   | 3   |
| Penaltis           | 0   | 0   |
| Fueras de juego    | 1   | 1   |
| Posesión del balón | 44% | 56% |

| Alineación inicial |

| 31    | POR   | Iván Vázquez     |     |
| 24    | DEF   | Alejandro Berber |     |
| 4     | DEF   | Willian Magrão   | 58' |
| 2     | DEF   | Jonathan Lacerda | 73' |
| 17    | DEF   | Magno Aparecido  |     |
| 11    | MED   | Mauro Fernández  | 63' |
| 6     | MED   | Luis Télles      |     |
| 14    | MED   | Elson Dias       |     |
| 7     | DEL   | Mario Ortiz      |     |
| 9     | DEL   | Leandro Carrijo  |     |
| 33    | DEL   | Lucas Da Silva   |     |
| D. T. | D. T. | Miguel Fuentes   |     |

| 23    | POR   | Edgar Hernández  |     |
| 31    | DEF   | José Medina      |     |
| 4     | DEF   | Rodrigo Noya     |     |
| 2     | DEF   | Daniel Cervantes |     |
| 6     | DEF   | Orlando Pineda   |     |
| 11    | MED   | Carlos Acosta    | 74' |
| 8     | MED   | Renato Román     | 87' |
| 25    | MED   | José Tehuitzil   |     |
| 21    | MED   | Taufic Guarch    | 87' |
| 14    | DEL   | Rolando González |     |
| 9     | DEL   | Luis Madrigal    |     |
| D. T. | D. T. | Irving Rubirosa  |     |

| 10 | Centrocampista | Raúl Enríquez  | 58' |
| 19 | Delantero      | Irving Ávalos  | 63' |
| 23 | Delantero      | Rodrigo Prieto | 73' |

| 3  | Defensa        | David Álvarez     | 74' |
| 12 | Centrocampista | Juan Carlos López | 87' |
| 27 | Centrocampista | Armando Escobar   | 87' |

| 90+4' · 113' | Raúl Enríquez Rodrigo Prieto | 1:0 2:0 |

| 116' | Daniel Cervantes | 2:1 |

| No · Sí · Sí · No | Alejandro Berber Raúl Enríquez Mario Ortiz Rodrigo Prieto | 0:1 1:2 2:3 2:4 |

| Sí · Sí · Sí · Sí | Luis Madrigal Orlando Pineda Daniel Cervantes Rolando González | 0:1 0:2 1:3 2:4 |

| 90' | Juan Solís (Entrenador adjunto) |

| 77' · 90' | Juan Rivera (Entrenador adjunto) David Jacome (Entrenador adjunto) |

| Principal  | Jonathan Hernández Juárez |
| Asistentes | Enríque Isaac Bustos Díaz |
|            | Karen Janett Díaz Medina  |
| Cuarto     | Arturo Cruz Hurtado       |

|                    |     |     |
| Tiros              | 6   | 3   |
| Tiros a puerta     | 4   | 1   |
| Faltas             | 4   | 8   |
| Saques de esquina  | 3   | 3   |
| Penaltis           | 0   | 0   |
| Fueras de juego    | 1   | 1   |
| Posesión del balón | 44% | 56% |

| Alineación inicial |

| 31    | POR   | Iván Vázquez     |     |
| 24    | DEF   | Alejandro Berber |     |
| 4     | DEF   | Willian Magrão   | 58' |
| 2     | DEF   | Jonathan Lacerda | 73' |
| 17    | DEF   | Magno Aparecido  |     |
| 11    | MED   | Mauro Fernández  | 63' |
| 6     | MED   | Luis Télles      |     |
| 14    | MED   | Elson Dias       |     |
| 7     | DEL   | Mario Ortiz      |     |
| 9     | DEL   | Leandro Carrijo  |     |
| 33    | DEL   | Lucas Da Silva   |     |
| D. T. | D. T. | Miguel Fuentes   |     |

| 23    | POR   | Edgar Hernández  |     |
| 31    | DEF   | José Medina      |     |
| 4     | DEF   | Rodrigo Noya     |     |
| 2     | DEF   | Daniel Cervantes |     |
| 6     | DEF   | Orlando Pineda   |     |
| 11    | MED   | Carlos Acosta    | 74' |
| 8     | MED   | Renato Román     | 87' |
| 25    | MED   | José Tehuitzil   |     |
| 21    | MED   | Taufic Guarch    | 87' |
| 14    | DEL   | Rolando González |     |
| 9     | DEL   | Luis Madrigal    |     |
| D. T. | D. T. | Irving Rubirosa  |     |

| 10 | Centrocampista | Raúl Enríquez  | 58' |
| 19 | Delantero      | Irving Ávalos  | 63' |
| 23 | Delantero      | Rodrigo Prieto | 73' |

| 3  | Defensa        | David Álvarez     | 74' |
| 12 | Centrocampista | Juan Carlos López | 87' |
| 27 | Centrocampista | Armando Escobar   | 87' |

| 90+4' · 113' | Raúl Enríquez Rodrigo Prieto | 1:0 2:0 |

| 116' | Daniel Cervantes | 2:1 |

| No · Sí · Sí · No | Alejandro Berber Raúl Enríquez Mario Ortiz Rodrigo Prieto | 0:1 1:2 2:3 2:4 |

| Sí · Sí · Sí · Sí | Luis Madrigal Orlando Pineda Daniel Cervantes Rolando González | 0:1 0:2 1:3 2:4 |

| 90' | Juan Solís (Entrenador adjunto) |

| 77' · 90' | Juan Rivera (Entrenador adjunto) David Jacome (Entrenador adjunto) |

| Principal  | Jonathan Hernández Juárez |
| Asistentes | Enríque Isaac Bustos Díaz |
|            | Karen Janett Díaz Medina  |
| Cuarto     | Arturo Cruz Hurtado       |

|                    |     |     |
| Tiros              | 6   | 3   |
| Tiros a puerta     | 4   | 1   |
| Faltas             | 4   | 8   |
| Saques de esquina  | 3   | 3   |
| Penaltis           | 0   | 0   |
| Fueras de juego    | 1   | 1   |
| Posesión del balón | 44% | 56% |

| Alineación inicial |

| Campeón Apertura 2017                   |
| --------------------------------------- |
|                                         |
| Oaxaca                                  |
| 1° Título                               |
| Clasifica a la Final de Ascenso 2017-18 |

## Estadísticas

### Clasificación juego limpio
- Datos según la página oficial.

| Lugar                                | Club                                      | Tarjeta amarilla | Segunda tarjeta amarilla y expulsión · Segunda tarjeta amarilla y expulsión | Tarjeta roja directa | Puntos   |
| ------------------------------------ | ----------------------------------------- | ---------------- | --------------------------------------------------------------------------- | -------------------- | -------- |
| 1                                    | Zacatepec                                 | 28               | 0                                                                           | 0                    | 28       |
| 2                                    | San Luis                                  | 31               | 0                                                                           | 1                    | 34       |
| 3                                    | Archivo:Correcaminos UAT.png Correcaminos | 30               | 0                                                                           | 2                    | 36       |
| 4                                    | Cimarrones                                | 27               | 0                                                                           | 3                    | 36       |
| 5                                    | Potros UAEM                               | 34               | 0                                                                           | 1                    | 37       |
| 6                                    | Zacatecas                                 | 28               | 0                                                                           | 3                    | 37       |
| 7                                    | Tampico Madero                            | 33               | 0                                                                           | 2                    | 39       |
| 8                                    | Celaya                                    | 31               | 0                                                                           | 4                    | 43       |
| 9                                    | Atlante                                   | 26               | 0                                                                           | 6                    | 44       |
| 10                                   | FC Juárez                                 | 36               | 0                                                                           | 3                    | 45       |
| 11                                   | Venados                                   | 33               | 0                                                                           | 4                    | 45       |
| 12                                   | Leones Negros                             | 33               | 0                                                                           | 5                    | 48       |
| 13                                   | Dorados                                   | 32               | 0                                                                           | 7                    | 53       |
| 14                                   | Tapachula                                 | 35               | 0                                                                           | 6                    | 53       |
| 15                                   | Oaxaca                                    | 45               | 0                                                                           | 3                    | 54       |
| 16                                   | Murciélagos                               | 38               | 0                                                                           | 6                    | 56       |
| Primera Tarjeta Amarilla             | Primera Tarjeta Amarilla                  | 1 punto          | 1 punto                                                                     | 1 punto              | 1 punto  |
| Segunda Tarjeta Amarilla y Expulsión | Segunda Tarjeta Amarilla y Expulsión      | 3 puntos         | 3 puntos                                                                    | 3 puntos             | 3 puntos |
| Tarjeta Roja Directa                 | Tarjeta Roja Directa                      | 3 puntos         | 3 puntos                                                                    | 3 puntos             | 3 puntos |

 Fecha de actualización: 13 de noviembre de 2017

### Máximos Goleadores
Lista con los máximos goleadores del torneo, * Datos según la página oficial.
|     | Posición | Jugador           | Equipo         | Goles | Minutos |
| --- | -------- | ----------------- | -------------- | ----- | ------- |
| 1.º | DEL      | Luis Madrigal     | Oaxaca         | 12    | 1137    |
| 2.º | DEL      | Javier Orozco     | Tampico Madero | 10    | 1304    |
| 3.º | DEL      | Luciano Nequecaur | Venados        | 8     | 1073    |
| 4.º | DEL      | Juan Neira        | Zacatepec      | 6     | 1179    |
| 5.º | DEL      | Óscar Villa       | Cimarrones     | 6     | 779     |

#### Hat-Trickso más
| Jugador           | Equipo     | Adversario           | Resultado | Goles       | Fecha         |
| ----------------- | ---------- | -------------------- | --------- | ----------- | ------------- |
| Víctor Guajardo   | Cimarrones | Atlético de San Luis | 3 - 1     | 19' 74' 76' | 19 de agosto  |
| Luciano Nequecaur | Venados    | Atlante              | 3 - 1     | 8' 29' 53'  | 27 de octubre |

### Máximos Asistentes
Lista con los máximos asistentes del torneo, * Datos según la página oficial.
| Pos. | Jugador | Equipo | Asistencias | Minutos |
| ---- | ------- | ------ | ----------- | ------- |

### Torneo Regular
- Primer gol de la temporada: Anotado por Lizandro Echeverría (00'26") en el Atlante 4 - 1 Tapachula (J-1)
- Último gol de la temporada:

- Gol más rápido: Lizandro Echeverría (00'26") en el Atlante 4 - 1 Tapachula (J-1)

- Gol más tardío:
- Mayor número de goles marcados en un partido: 6 goles en el Correcaminos 3 - 3 Tapachula (J-8)

- Mayor victoria de local: Tapachula 5 - 0 UAEM (J-9), Tampico Madero 4 - 0 Dorados (J-7) y Oaxaca 4 - 0 Murciélagos (J-12)

- Mayor victoria de visita: Leones Negros 0 - 4 Zacatecas (J-3) y Zacatecas 1-3 Dorados (J-2)

- Partido con más penaltis a favor de un equipo:

### Rachas
«Actualizado a la jornada 14»
- Mayor racha ganadora: 5 partidos (Tapachula)
- Mayor racha invicta: 7 partidos (FC Juárez), (Leones Negros)
- Mayor racha anotando:
- Mayor racha sin anotar:
- Mayor racha perdiendo: 4 partidos (Atlante), (Dorados), (Leones Negros), (Murciélagos)
- Mayor racha empatando: 3 partidos (San Luis), (Leones Negros), (Oaxaca), (Tampico Madero), (Venados)
- Mayor racha sin ganar: 9 partidos (Murciélagos)

## Asistencia

### Por jornada
Lista con la asistencia del Ascenso Bancomer MX, * Datos según la página oficial de la competición.
 Fecha de actualización: 13 de noviembre de 2017
| 1  | 41.760  | 5.220 | 23.13 % | Tampico Madero vs Zacatepec (9 125)                            | Atlante vs Tapachula (3 250)                                     | Asistencia J1  |
| 2  | 42.293  | 5.287 | 29.20%  | San Luis vs Juárez (14 514)                                    | Murciélagos vs Venados (0)                                       | Asistencia J2  |
| 3  | 41.806  | 5.226 | 24.37%  | Tampico Madero vs San Luis (10 583)                            | Murciélagos vs Tapachula (2 276)                                 | Asistencia J3  |
| 4  | 54.518  | 6.814 | 33.93%  | San Luis vs Atlante (16 595)                                   | Potros UAEM vs FC Juárez (3 324)                                 | Asistencia J4  |
| 5  | 43.576  | 5.447 | 34.15%  | Tapachula vs Zacatepec (10 453)                                | Atlante vs Correcaminos Archivo:Correcaminos UAT.png (2 561)     | Asistencia J5  |
| 6  | 46.979  | 5.872 | 22.96%  | San Luis vs Murciélagos (14 280)                               | Zacatecas vs Tampico Madero (3 903)                              | Asistencia J6  |
| 7  | 38.345  | 4.793 | 28.00%  | Tapachula vs San Luis (9 875)                                  | Murciélagos vs Correcaminos Archivo:Correcaminos UAT.png (1 853) | Asistencia J7  |
| 8  | 40.229  | 5.028 | 20.60%  | San Luis vs Zacatepec (15 717)                                 | Potros UAEM vs Murciélagos (1 600)                               | Asistencia J8  |
| 9  | 33.968  | 4.246 | 26.00%  | Cimarrones vs Dorados (7 419)                                  | Atlante vs Leones Negros (550)                                   | Asistencia J9  |
| 10 | 50.484  | 6.310 | 26.30%  | Oaxaca vs Atlante (13 337)                                     | Potros UAEM vs Zacatepec (1 837)                                 | Asistencia J10 |
| 11 | 51.679  | 6.459 | 37.98%  | San Luis vs Correcaminos Archivo:Correcaminos UAT.png (22 230) | Zacatepec vs Zacatecas (1 349)                                   | Asistencia J11 |
| 12 | 36.323  | 4.540 | 19.48%  | Juárez vs Cimarrones (6 307)                                   | Potros UAEM vs San Luis (1 084)                                  | Asistencia J12 |
| 13 | 46.248  | 5.781 | 33.25%  | San Luis vs Zacatecas (12 416)                                 | Murciélagos vs Juárez (2 456)                                    | Asistencia J13 |
| 14 | 40.566  | 5.072 | 23.09%  | Tampico Madero vs Murciélagos (10 252)                         | Leones Negros vs Celaya (3 003)                                  | Asistencia J14 |
| 15 | 64.496  | 8.062 | 38.71%  | Tapachula vs Tampico Madero (21 000)                           | Murciélagos vs Atlante (1 932)                                   | Asistencia J15 |
| F  | 672.280 | 5.602 | 25.25 % | San Luis vs Correcaminos Archivo:Correcaminos UAT.png (22 230) | Murciélagos vs Venados (0)                                       | -              |

### Por equipo
- Datos según la página oficial de la competición.

Fecha de actualización: 13 de noviembre de 2017
| Pos   | Equipo                                    | Total   | Media  | Ocupación media | Más alta | Más baja |
| ----- | ----------------------------------------- | ------- | ------ | --------------- | -------- | -------- |
| 1     | San Luis                                  | 122 429 | 15 340 | 60.94%          | 22 230   | 11 634   |
| 2     | Tapachula                                 | 76 262  | 9 532  | 77.70%          | 21 000   | 4 125    |
| 3     | Tampico Madero                            | 53 792  | 7 684  | 39.07%          | 10 583   | 5 190    |
| 4     | Cimarrones                                | 45 787  | 5 723  | 30.52%          | 8 873    | 3 275    |
| 5     | Celaya                                    | 44 614  | 5 576  | 24.05%          | 7 253    | 3 695    |
| 6     | Oaxaca                                    | 41 750  | 5 964  | 39.89%          | 13 337   | 2 190    |
| 7     | Archivo:Correcaminos UAT.png Correcaminos | 40 249  | 5 031  | 47.82%          | 9 511    | 3 101    |
| 8     | Dorados                                   | 39 071  | 5 581  | 27.75%          | 7 103    | 4 223    |
| 9     | Juárez                                    | 38 612  | 5 516  | 27.99%          | 7 151    | 4 578    |
| 10    | Venados                                   | 34 432  | 4 304  | 28.52%          | 5 378    | 3 467    |
| 11    | Zacatepec                                 | 30 777  | 3 847  | 17.08%          | 5 782    | 1 349    |
| 12    | Leones Negros                             | 28 036  | 4 005  | 7.26%           | 5 179    | 2 260    |
| 13    | Zacatecas                                 | 27 422  | 3 917  | 28.34%          | 5 262    | 2 656    |
| 14    | Atlante                                   | 17 936  | 2 562  | 14.82%          | 3 396    | 550      |
| 15    | Potros UAEM                               | 17 760  | 2 537  | 7.78%           | 4 573    | 1 084    |
| 16    | Murciélagos                               | 16 351  | 2 043  | 18.35%          | 3 864    | 0        |
| Total | Total                                     | 672 280 | 5 602  | 25.25%          | 22 230   | 0        |